# Bamse et la fille de la sorcière
Pour plus de détails, voir Fiche technique et Distribution.
Bamse et la fille de la sorcière (Bamse och Häxans Dotter) est un film d'animation suédois sorti en 2016.

## Fiche technique
- Titre original : Bamse och Häxans Dotter
- Réalisation : Christian Ryltenius et Maria Blom
- Scénario :
- Direction artistique :
- Photographie :
- Musique :
- Sociétés de production :
- Sociétés de distribution :
- Pays :  Suède
- Langue : suédois
- Format : couleur - 35 mm - Dolby
- Durée : 65 minutes
- Dates de sortie : Suède : 25 décembre 2016

## Doublage
- Tomas Bolme : Berättare
- Peter Haber : Bamse
- Steve Kratz : Skalman
- Morgan Alling : Lille Skutt
- Jonas Karlsson : Krösus Sork
- Ingela Olsson : Häxan Hatiora
- Laura Jonstoij Berg : Lova
- Tea Stjärne : Nalle-Maja
- Malin Cederbladh : Hugg
- Christer Fant : Tagg
- Shebly Niavarani : Vargen
- Leif Andrée : Knocke och Smocke
- Maria Langhammer : Farmor
- Maria Bolme : Brummelisa
- Karin Gidfors : Fröken Fiffi
- Andreas Rothlin Svensson : Tuffe Sork
- Emma Peters : Tessan Sork